# Tichvin-begraafplaats
De Tichvin-begraafplaats (Russisch: Тихвинское кладбище, Tichvinskoje kladbisjtsje) bevindt zich bij het Alexander Nevski-klooster in Sint-Petersburg, Rusland. De begraafplaats is in 1823 gesticht.
Onder de bekende persoonlijkheden die er zijn begraven bevinden zich:
- Mili Balakirev (1836-1910), componist
- Jevgeni Baratinski (1800-1844), dichter
- Aleksandr Borodin (1833-1887), componist
- César Cui (1835-1918), componist
- Fjodor Dostojevski (1821-1881), schrijver
- Michail Glinka (1804-1857), componist
- Ivan Krylov (1769-1844), schrijver
- Modest Moessorgski (1839-1881), componist
- Marius Petipa (1818-1910), Frans choreograaf
- Nikolaj Rimski-Korsakov (1844-1908), componist
- Anton Rubinstein (1829-1894), pianist en componist
- Vladimir Stasov (1824-1906) muziek- en kunstcriticus, recensent
- Fjodor Ignatjevitsj Stravinski (1843-1902), operazanger (bas), vader van de componist Igor Stravinsky
- Pjotr Iljitsj Tsjaikovski (1840-1893), componist
- Vasili Zjoekovski (1783-1852), dichter

Op de nabijgelegen Nicolaas-begraafplaats liggen onder anderen begraven:
- Anatoli Sobtsjak (1937-2000), eerste burgemeester van Sint-Petersburg
- Galina Starovojtova (1946-1998), politica, vermoord in 1998

## Beroemde graven

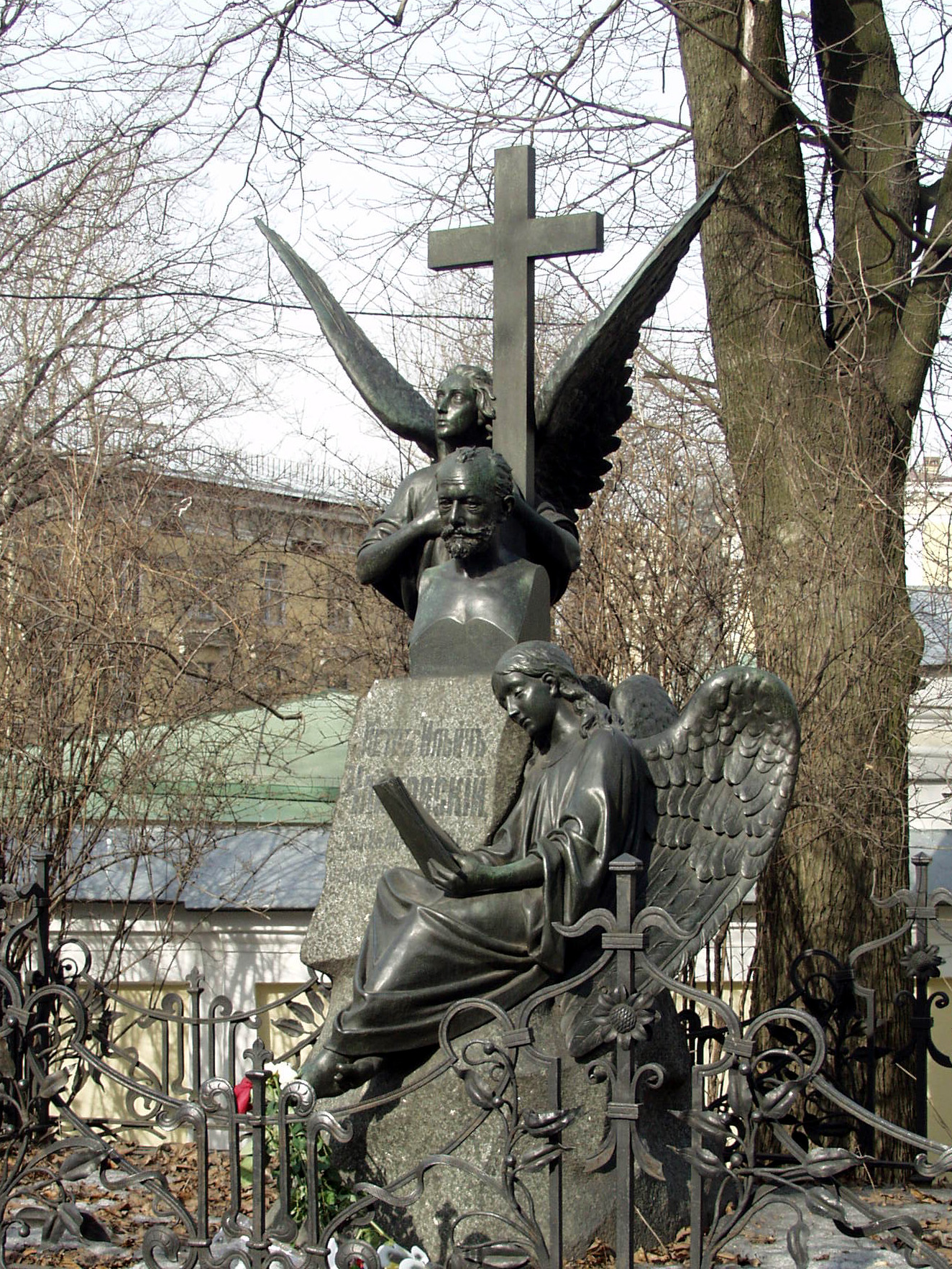
Pjotr Iljitsj Tsjajkovski (1840-1893). componist
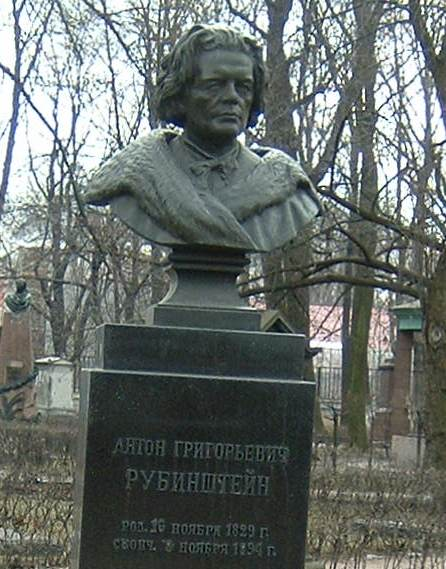
Anton Rubinstein (1829-1894), pianist en componist
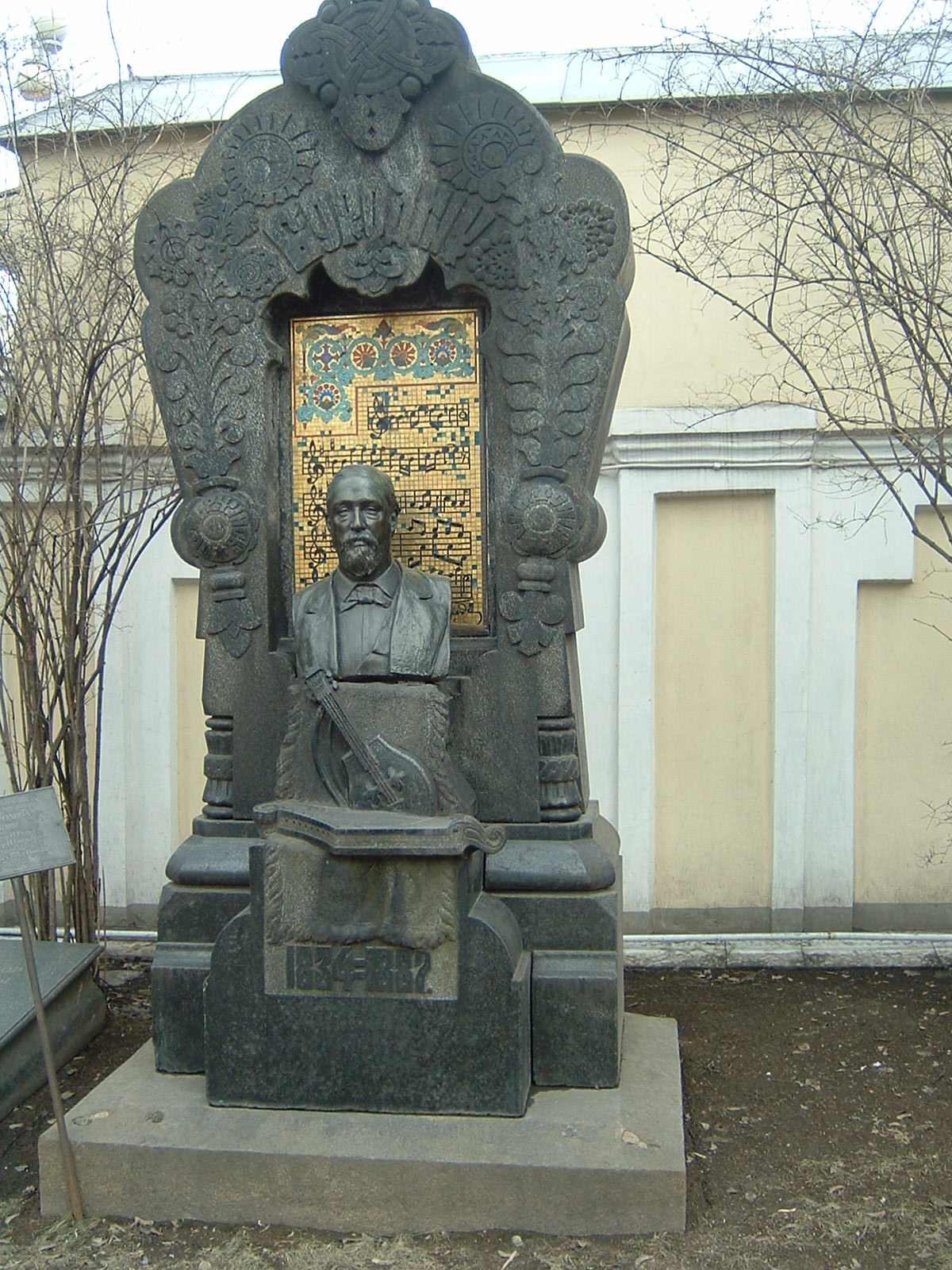
Aleksandr Borodin (1833-1887), componist
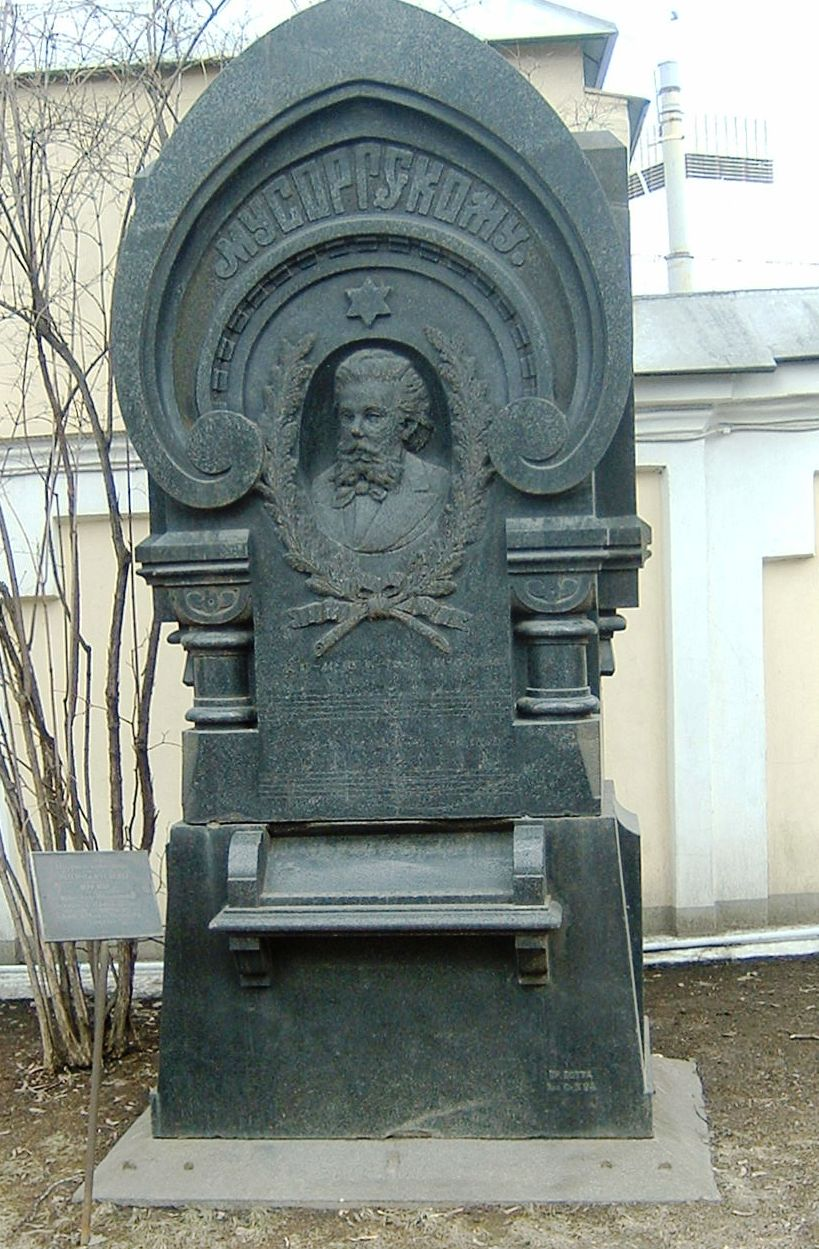
Modest Moessorgski (1839-1887), componist
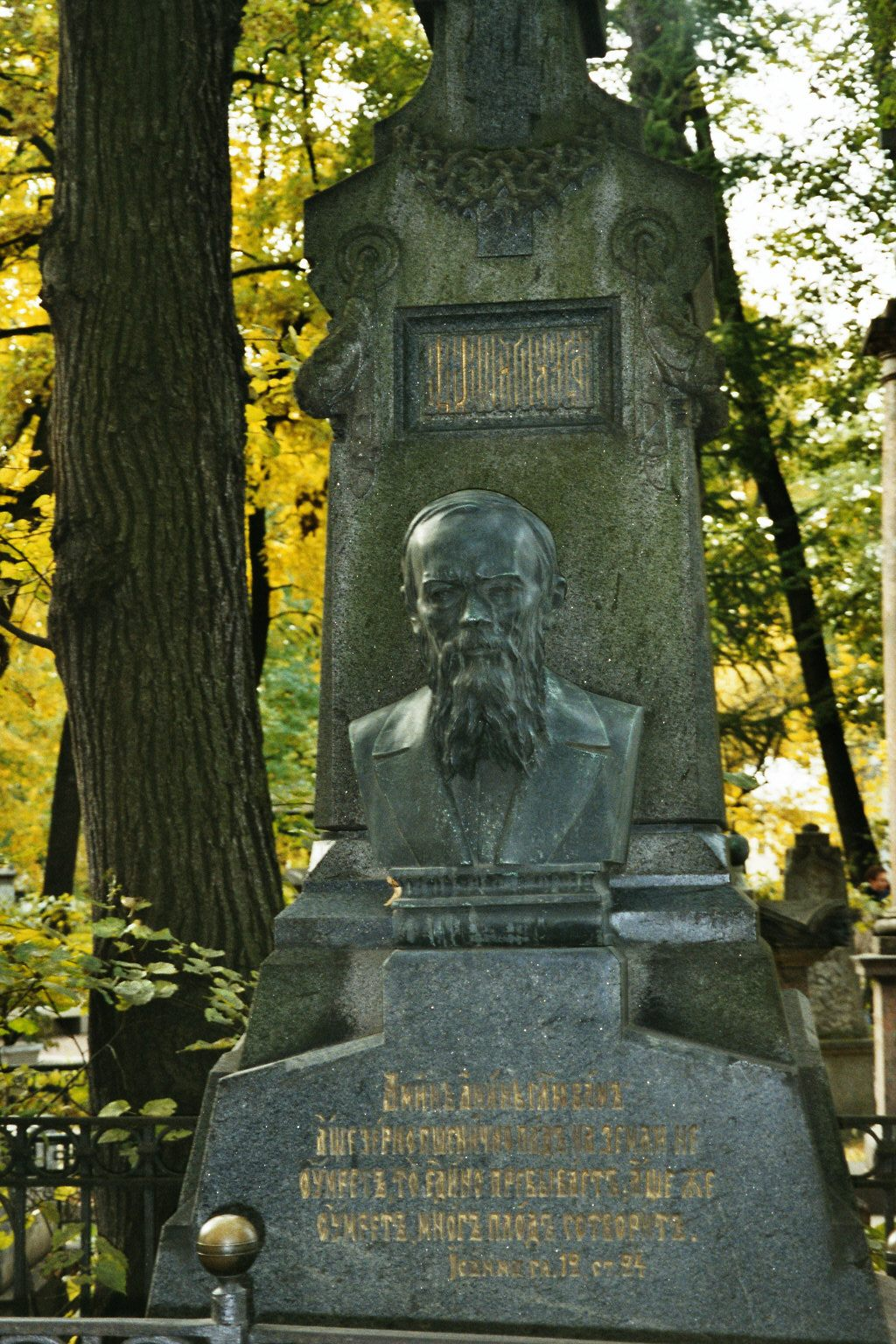
Fjodor Dostojevski (1821-1881), schrijver
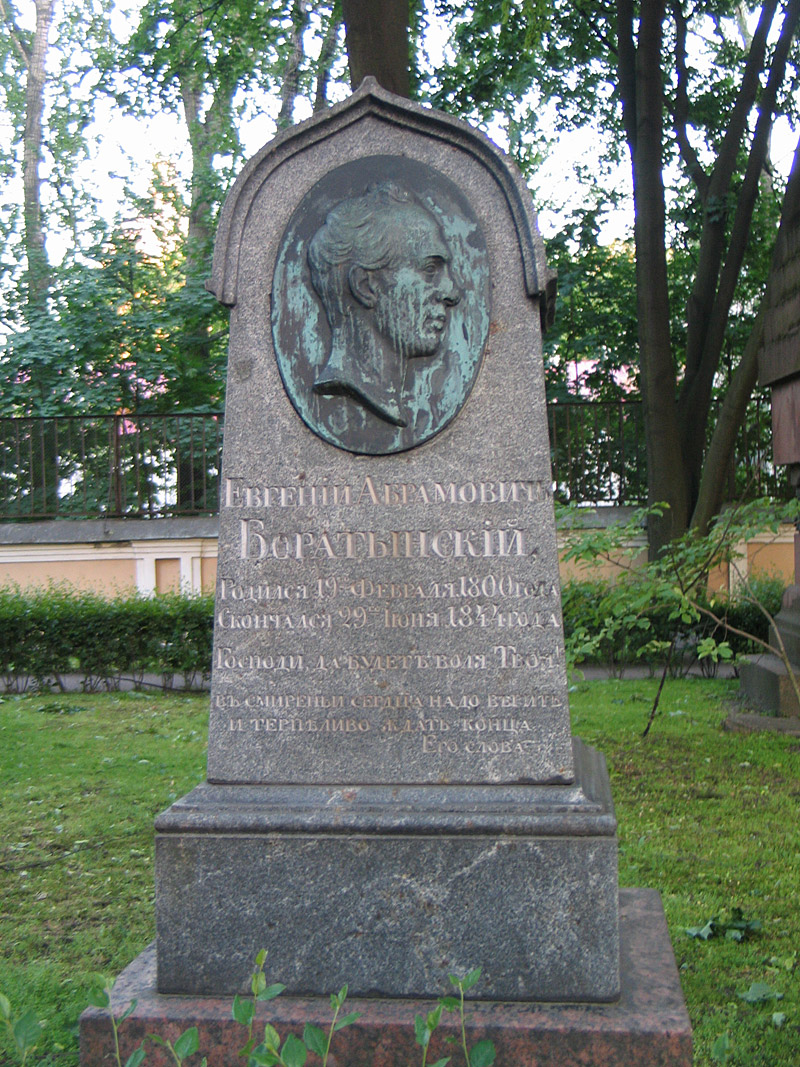
Jevgeni Baratinski (1800-1844), dichter